# 法定寺 (昆明)
24°57′32.9″N 102°45′15.8″E / 24.959139°N 102.754389°E
法定寺位于云南省昆明市东南郊官渡古镇内，南邻土主庙。始建于南诏中期（756年前后），现存建筑大部分为清光绪二十一年（1895年）重修。坐西向东，占地面积约2500余平方米。大殿面阔五间，进深三间，长17.2 米，宽l5.7 米，单檐歇山顶，九踩斗拱。
2003年法定寺与土主庙一起成为云南省文物保护单位。2008年，法定寺与官渡古镇内的土主庙、妙湛寺及观音寺一起交由少林寺托管，成为“官渡少林寺”的一部分。